# Karshi Challenger 2013
Il Karshi Challenger 2013 è stato un torneo di tennis facente parte della categoria ATP Challenger Tour nell'ambito dell'ATP Challenger Tour 2013. È stata la 7ª edizione del torneo che si è giocata a Qarshi in Uzbekistan dal 6 al 12 maggio 2013 su campi in cemento e aveva un montepremi di $50,000.

## Partecipanti singolare

### Teste di serie
| Nazionalità   | Giocatore            | Ranking* | Testa di serie |
| ------------- | -------------------- | -------- | -------------- |
| Russia        | Tejmuraz Gabašvili   | 177      | 1              |
| Israele       | Amir Weintraub       | 183      | 2              |
| Russia        | Konstantin Kravčuk   | 187      | 3              |
| Ucraina       | Oleksandr Nedovjesov | 194      | 4              |
| Rep. Ceca     | Jan Mertl            | 196      | 5              |
| Taipei cinese | Chen Ti              | 216      | 6              |
| Moldavia      | Radu Albot           | 246      | 7              |
| Bielorussia   | Dzmitry Zhyrmont     | 269      | 8              |

- Ranking al 29 aprile 2013.

### Altri partecipanti
Giocatori che hanno ricevuto una wild card:
- anjar Fayziev
- Sarvar Ikramov
- Temur Ismailov
- Nigmat Shofayziev

Giocatori che sono passati dalle qualificazioni:
- Aljaksandr Bury
- Jahor Herasimaŭ
- Vaja Uzakov
- Aleksej Vatutin

## Partecipanti doppio

### Teste di serie
| Nazionalità | Giocatore          | Nazionalità | Giocatore            | Ranking* | Testa di serie |
| ----------- | ------------------ | ----------- | -------------------- | -------- | -------------- |
| Stati Uniti | James Cerretani    | Canada      | Adil Shamasdin       | 163      | 1              |
| Australia   | Jordan Kerr        | Russia      | Konstantin Kravčuk   | 248      | 2              |
| Moldavia    | Radu Albot         | Ucraina     | Oleksandr Nedovjesov | 435      | 3              |
| Russia      | Tejmuraz Gabašvili | Israele     | Amir Weintraub       | 597      | 4              |

- Ranking al 29 aprile 2013.

### Altri partecipanti
Coppie che hanno ricevuto una wild card:
- Omad Boboqulov /  Pavel Tsoy
- Sanjar Fayziev /  Nigmat Shofayziev
- Sarvar Ikramov /  Batyr Sapaev

## Vincitori

### Singolare
Tejmuraz Gabašvili ha battuto in finale  Radu Albot con il punteggio di 6–4, 6–4.

### Doppio
Chen Ti /  Guillermo Olaso hanno battuto in finale  Jordan Kerr /  Konstantin Kravčuk con il punteggio di 7–6(5), 7–5.